# Námestovo
Námestovo és una ciutat d'Eslovàquia. Es troba a la regió de Žilina.

## Demografia
| Godina             | 1994 | 2004   | 2014   | 2024   |
| ------------------ | ---- | ------ | ------ | ------ |
| Nombre de persones | 7839 | 8111   | 7888   | 7355   |
| Diferència         |      | +3,46% | −2,74% | −6,75% |

| Godina             | 2023 | 2024   |
| ------------------ | ---- | ------ |
| Nombre de persones | 7465 | 7355   |
| Diferència         |      | −1,47% |